# Freddy Tiffou
 (décembre 2007).
Si vous disposez d'ouvrages ou d'articles de référence ou si vous connaissez des sites web de qualité traitant du thème abordé ici, merci de compléter l'article en donnant les références utiles à sa vérifiabilité et en les liant à la section « Notes et références ».
Freddy Tiffou, né le 1er avril 1933 à Alger et mort le 30 septembre 2002 à Bagnolet, est un peintre franco-algérien, lauréat du prix de Rome en 1962.

## Biographie
Freddy Tiffou est né en 1933 à Alger de l'union entre Lucienne Baille et Edmond Tiffou, un peintre enlumineur algérois. Il suit ensuite l'enseignement de l'École des beaux-arts d'Alger. Il assiste aux cours prodigués par le dessinateur Louis Fernez.
À Alger, il rencontre une jeune artiste, une sculptrice-dentellière qu'il épouse : Colette Frapolli.
En 1953, il part pour Paris où il est admis aux Beaux-arts. Il travaille alors sous la direction du maître Legueult. Il fonde avec une dizaine de camarades le groupe dit « de Rosny ».
C'est à Alger, en 1955, dans la galerie Comte-Trinchant, que Freddy Tiffou connait sa première exposition. Deux ans plus tard, en 1957, après avoir été mentionné lors du prix Viking, il se voit attribuer le Prix de la Ville d'Alger.
Avec de nombreux pieds-noirs, à la suite de la déclaration d'indépendance de l'Algérie, il quitte l'Algérie pour rejoidre la ville de Bagnolet. C'est en 1962, la même année, qu'il remporte le prix de Rome. Il rejoint alors l'Académie de France à Rome, la Villa Médicis. Il y passe trois ans, du 25 janvier 1933 au 30 avril 1966 sous la direction du peintre Balthus alors directeur de l'établissement.
En 1977, Freddy Tiffou devient professeur à l'École nationale des beaux-arts de Lyon.
Il meurt en 2002 à Bagnolet à l'âge de 68 ans.

## Œuvre
Largement inspirée par le mouvement cubiste, une grande partie de l'œuvre de l'artiste s'emploie à décomposer les objets et les humains selon des volumes géométriques élémentaires (cubes, sphères, pyramides).